# Indolestes cyaneus
Indolestes cyaneus – gatunek ważki z rodziny pałątkowatych (Lestidae).